# Most Erribera
Most Ribera (španjolski:Puente de la Ribera) je most na ušću Bilbaa, koji povezuje Zazpikale s desne strane i San Francisco s lijeve strane. Uz nju je tržnica Ribera.

## Povijest
Poznat i kao most Svetog Franje sadašnji prolaz izgrađen je 1939. godine, a dizajnirao ga je Fernando Arzadun.
Prvi tamošnji most bio je viseći, povezan između 1827. i 1852. godine željeznim lancima, a između 1852. i 1874. godine čeličnim sajlama. Kada je proširen, prešao ga je kralj Ferdinand VII. od Španjolske. Nakon Trećeg karlističkog rata godine 1881. izgrađen je fiksni željezni most, poznat u Bilbau kao Željezni most.
Dana 17. lipnja 1937., kada je Bilbao pao u Španjolskog građanskom ratu, most je dignut u zrak dinamitom i frankisti su ubrzo započeli radove na obnovi mosta. Otvoren 1939. godine, nazvan je mostom pukovnika Ortiza de Zaratea. Godine 1980. vraća svoje izvorno ime.